# Tyttholeon puerilis
Tyttholeon puerilis är en insektsart som beskrevs av Adams 1957. Tyttholeon puerilis ingår i släktet Tyttholeon och familjen myrlejonsländor. Inga underarter finns listade i Catalogue of Life.